# Schöner-Erdglobus von 1515

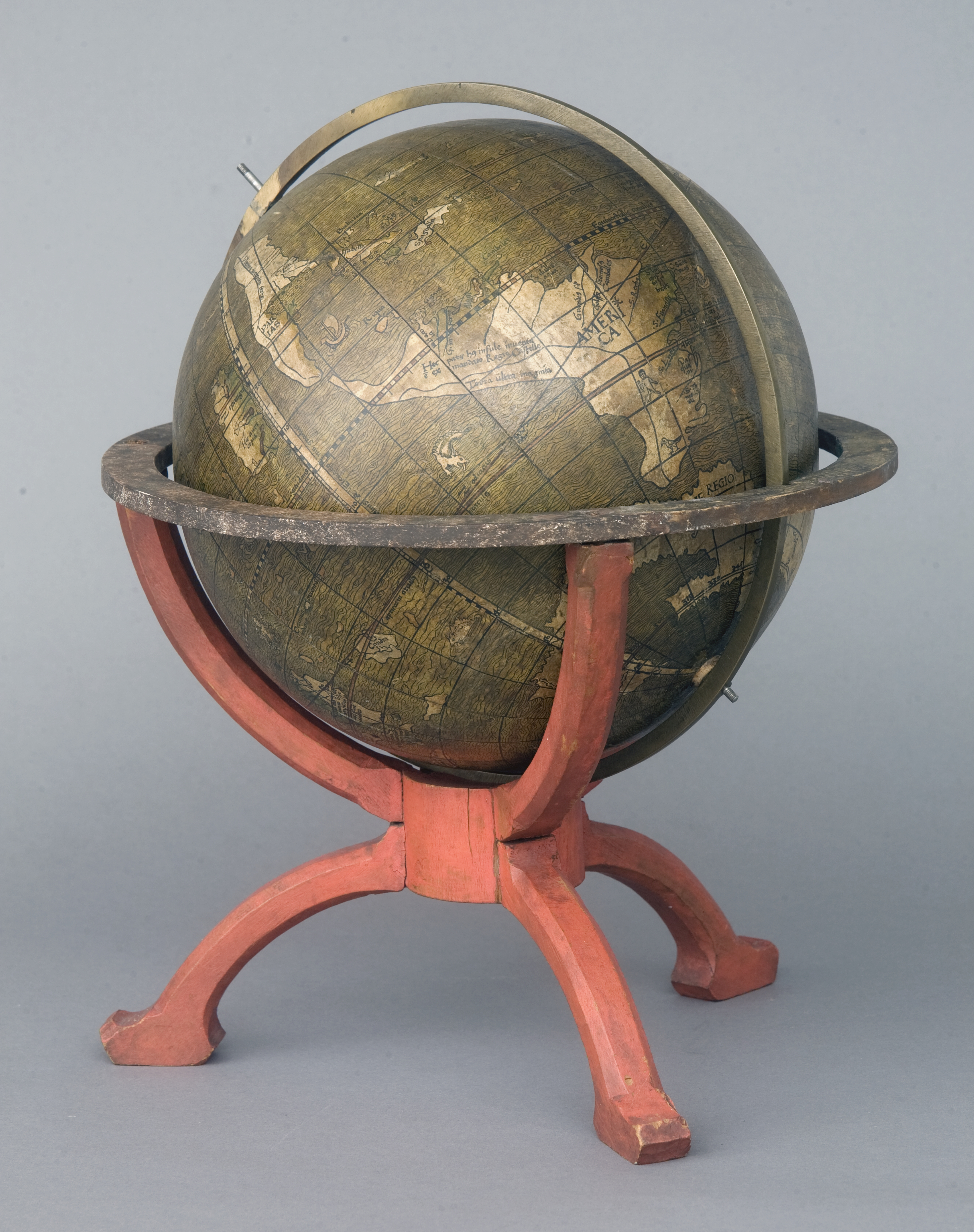
Schöner-Erdglobus von 1515, Historisches Museum Frankfurt

Der Schöner-Erdglobus von 1515 im Historischen Museum von Frankfurt am Main ist einer der zwei ältesten erhaltenen Globen, auf denen die Südhälfte der Neuen Welt dargestellt und mit dem Namen „America“ bezeichnet wird. Der Globus wurde 1891 in der Frankfurter Stadtbibliothek als ein Werk des Pfarrers, Mathematikers, Astronomen, Kartographen und Kosmographen Johannes Schöner identifiziert. Die Stadtbibliothek übergab ihn dem Historischen Museum, das ihn am 8. August 1891 unter der Inventarnummer X14610 in seinen Bestand aufnahm und ihn heute zu seinen kulturgeschichtlich bedeutendsten Exponaten zählt. Das zweite Exemplar befindet sich unter der Inventarnummer E I 125 in der Herzogin Anna Amalia Bibliothek in Weimar.

## Geschichte

### Entstehung

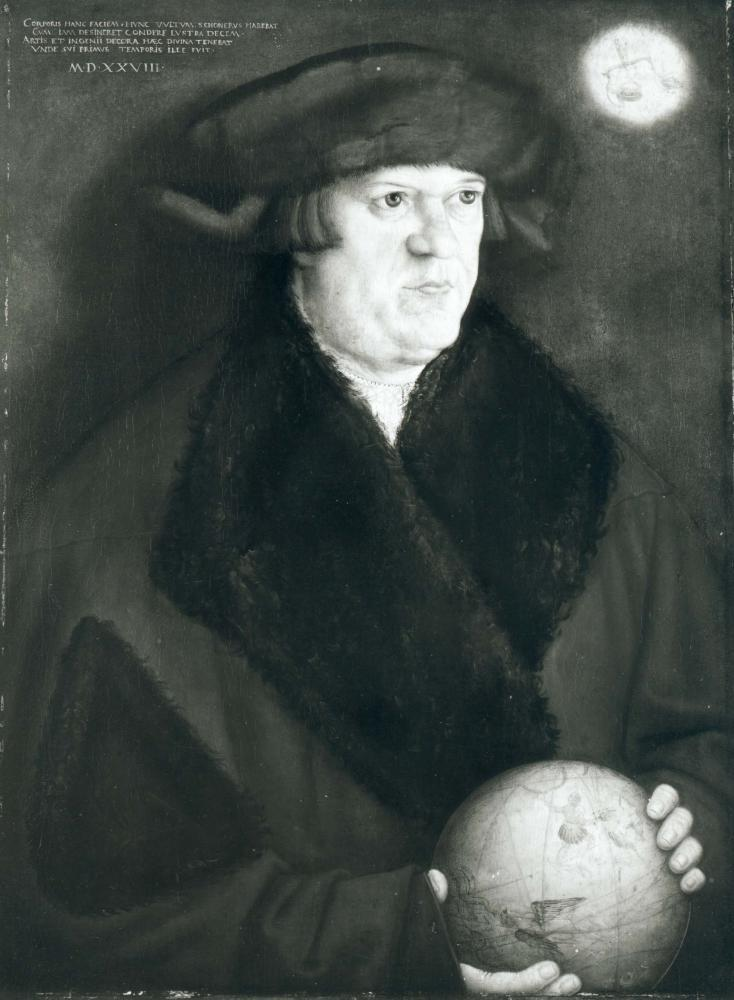
Johannes Schöner, Portrait von 1527

Johann Schöner, der in Bamberg Erd- und Himmelsgloben herstellte, war ein Schüler des Kartographen Martin Waldseemüller. Dieser hatte schon 1507 eine Weltkarte und einen Globus hergestellt, auf denen erstmals der Name „America“ verzeichnet war. Schöner besaß dasjenige Exemplar der Weltkarte, das heute in der Library of Congress in Washington, D.C. ausgestellt ist. Auf deren Basis fertigte Schöner die Erdgloben von 1515 an. Dazu nutzte er die Druckwerkstatt, die er sich in Bamberg eingerichtet hatte. Der Druck von Globensegmentkarten erlaubte eine relativ preiswerte Serienproduktion. Anders als die Globen Waldseemüllers, die nur noch in Form solcher Segmentkarten existieren, blieben diejenigen Schöners bis heute erhalten.

### Möglicher Erwerb durch Frankfurt
Wer einen der Schöner-Erdgloben für Frankfurt erworben hat und warum, ist nicht bekannt. Der Rat der Stadt kommt als Käufer in Betracht, wenn man einen ähnlichen Kaufakt in Nürnberg berücksichtigt. Der dortige Rat hatte 1492 einen Globus bei Martin Behaim in Auftrag gegeben, den er 1494 mit 24 Gulden bezahlte. Aus dem Jahre 1510 ist belegt, dass diese Globus in einem Repräsentationsraum des Rathauses aufgestellt war. So könnte es auch in Frankfurt gewesen sein. Eine Rolle mag dabei gespielt haben, dass viele Ratsherren Kaufleute waren, die Fernhandel betrieben und am geografischen Wissen ihrer Zeit interessiert waren.
Vermutlich wurde der Globus bald nach dem Jahr 1515 auf der Frankfurter Messe erworben, denn sie war üblicherweise der Ort im Reich, an dem Kaufleute neuartige Produkte dieser Art zuerst anboten. Dies war zum Beispiel auch bei der dort 1455 nachgewiesenen Gutenbergbibel der Fall gewesen. Der Preis für den Globus dürfte vergleichsweise niedrig gewesen sein, da es sich bei ihm erstmals um ein drucktechnisch hergestelltes Serienprodukt dieses Typs handelte – anders als der in Nürnberg erhaltene Schöner-Erdglobus von 1520, der ein handgemaltes Unikat ist. Der Globus von 1515 gelangte wohl irgendwann vor 1747 in die Frankfurter Stadtbibliothek. Diese ist die älteste Sammlungsinstitution der Stadt und entstand 1529 durch die Zusammenlegung der Ratsbibliothek und der Bibliothek des aufgelösten Barfüßerklosters.

### Publikationen
Die vermutlich erste Erwähnung des Globus findet sich in der 1747 von Johann Bernhard Müller verfassten „Beschreibung des gegenwärtigen Zustandes der Stadt Frankfurt am Mayn“. Auf Seite 184, in der Darstellung der Stadtbibliothek, heißt es: „Diese große Bibliothek ist in obgedachtem Saal unvergleichlich wohl eingetheilet und aufgestellt; die Schränke darinnen die Bücher stehen, sind wohl gemacht, und mit Thüren mit Messingdrat versehen, oben siehet man verschiedene Sinngemählde mit Aufschriften, so auf die Gattung der Bücher gerichtet sind. Die Stifter und Verehrer derselben, wie auch andere Gelehrte, siehet man in Brustbildnissen gemahlet, und beym Eingang, worinnen das Bildniß des berühmten Zum Jungen in Lebensgröße abgemahlet ist, bemerckt man zwei schöne Globos, und weiter verschiedene andere merckwürdige Sachen.“ Bei einem der zwei erwähnten Globen könnte es sich um den von 1515 gehandelt haben.
Die erste wissenschaftliche Beschreibung des Frankfurter Globus erfolgte 1854 durch Edmé François Jomard, Ingenieur-Geograph Napoleons und Herausgeber der „Description de l´Egypte“. Jomard brachte in seinen „Monuments de la géographie, ou recueil d ´anciennes cartes Européennes et Orientales, accompagnées des sphères terrestres et célestres depuis les temps les plus reculés jusqu`à l`époque d´Ortélius et de Gérard Mercator“, erschienen mit 21 Karten auf 50 Tafeln in acht Teilen, Paris 1842–1862, unter Nr. 15/ 16 eine Faksimilekarte heraus. Jomard notierte zu dem Globus: „Globe terrestre de la 1re moitié du XVI. siècle, conservé à Francfort sur le Mein.“ (Nach Wieser 1881, S. 22)
Der Geograph Adolf Erik Nordenskjöld, der 1878/79 als erster die Nordostpassage durchfuhr, übernahm 1889 die Abbildungen Jomards in seinem großen „Facsimile-Atlas“ (Nordenskjöld 77–79 und Abb. 46/ Nordhalbkugel und Abb. 47/ Südhalbkugel). Der Frankfurter Geograph Ernst Vatter widmete dem Globus 1937 eine größere Abhandlung.
In jüngerer Zeit erarbeitete der US-amerikanische Kartographiehistoriker Chet Van Duzer eine vollständige Transkription und Kommentierung aller Toponyme und Legenden des Schöner-Erdglobus von 1515. In diesem Rahmen untersuchte er dessen philologische, kartographische, bildliche und graphische Vorbilder und stellte die Beziehungen von Schöners Werk zu den zeitgenössischen Karten, Globen und Büchern dar.

### Identifikation als Werk Schöners
Die Zuweisung der beiden Globen zu Frankfurt und Weimar an Johannes Schöner und ihre Datierung auf das Jahr 1515 ist die Leistung des österreichischen Geographen Franz Ritter von Wieser. Schöner hatte zum Erscheinen seines Globus eine Begleitschrift unter dem Titel „Luculentissima quaedam terrae totius descriptio, cum multus utilissimis Cosmographiae iniciis etc.“ drucken lassen, die 1515 in Nürnberg erschien. Dabei spricht Schöner mehrmals von globus noster cosmographicus. Deren Zusammengehörigkeit mit dem Erdglobus stellte Wieser fest und folgerte: „Dieser Globus (Schöners) von 1515 galt bislang für verloren. Ich bin in der angenehmen Lage, 2 Exemplare desselben namhaft machen zu können, die zwar beide längst bekannt, aber nicht erkannt waren. Das eine Exemplar befindet sich in Frankfurt a.M.  Das zweite Exemplar wird auf der Militär-Bibliothek zu Weimar aufbewahrt.“ (Wieser 1881, S. 21f.) Auf Abbildung II bildet Wieser eine Umzeichnung der westlichen Hemisphäre, also von 180 bis 360 Grad, des Schöner-Globus von 1515 ab. Eine vereinfachte Darstellung dieser Karte erschien 1892 in dem großen Jubiläumsatlas zur Entdeckung Amerikas von Kretschmer. (Kretschmer 1892, Tafel XI, No. 4).

### Ausstellung
Das Historische Museum Frankfurt präsentierte den Globus 1997 in der von Reinhard Glasemann kuratierten Ausstellung „Erde, Sonne, Mond & Sterne“. Seit August 2012 ist der Erdglobus von Johannes Schöner wieder in der ständigen Ausstellung des Historischen Museums Frankfurt zu sehen. Er befindet sich heute auf Ebene 2 des 2017 eröffneten neuen Ausstellungshauses. Das Nachfolgeprodukt, der Schöner-Erdglobus von 1520, ist im Germanischen Nationalmuseum Nürnberg neben dem Behaim-Globus von 1492 ausgestellt.

## Beschreibung

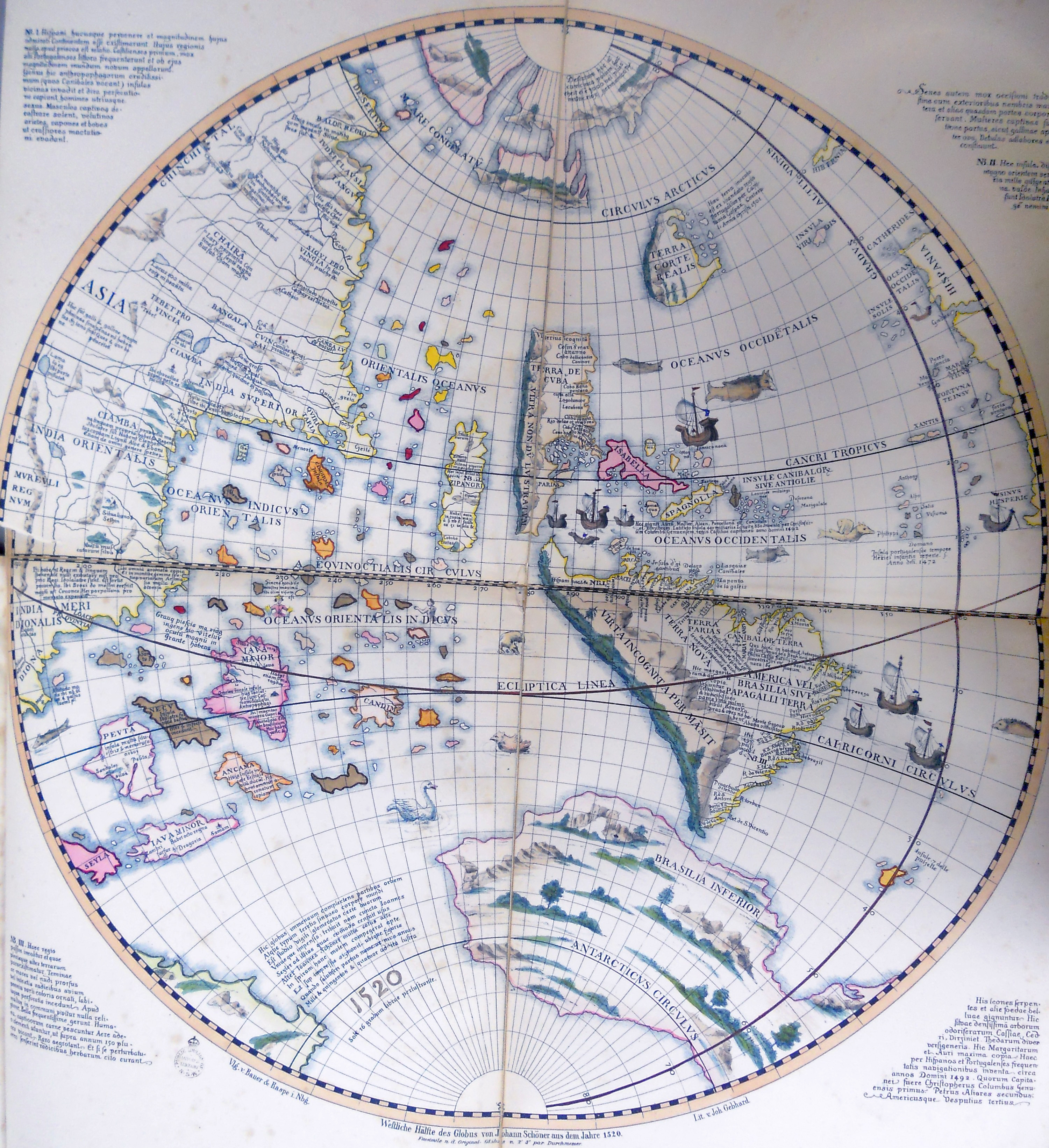
Westliche Hemisphäre des Schöner-Globus (1515, Ausgabe von 1520)

Die zwölf kolorierten Holzschnittsegmente des Globus sind auf eine Kugel von 27 cm Durchmesser geklebt. Der Nullmeridian läuft senkrecht durch die Kapverdischen Inseln. Der 180 Grad – Meridian ist breit eingezeichnet und trägt die Gradzählung, ebenso der südliche Polarkreis. Die Wendekreise bestehen aus rot gefüllten Doppellinien. Die Längengrade von Null bis 360 Grad haben einen Abstand von 15 Grad voneinander. Der Längengrad mit der Breitengradbeschriftung verläuft als dicke helle Doppellinie zwischen Japan und Nordamerika zwischen 270 und 285 Grad. Die Breitengrade sind alle 10 Grad markiert und beschriftet. Daneben verläuft die vertikale Linie der Gradfelder. Die Zählung der Längengrade ist in Abständen von jeweils 15 Grad am südlichen Polarkreis. Der Äquator besteht ebenso aus Gradfeldern, von denen abwechselnd 15 schwarz-weiß und 15 schwarz-rot koloriert sind. Die Wendekreise und die Polarkreise sind als markanten Doppellinien mit hell-rötlichem Innenraum dargestellt.
Der Frankfurter Schöner-Erdglobus von 1515 steht auf einem dreifüßigen rot gestrichenen Holzgestell mit geschwungenen Füßen. Das Gestell trägt einen Horizontalkreis, der bis zur Hälfte des Durchmessers geht. Auf diesem befinden sich kleine Reste von aufgedruckten Holzschnitten mit Darstellung der Himmelsrichtungen und Winde. Auf dem Knauf des Gestells steht eine senkrecht schräg stehende Messingachse. Daran ist ein drehbarer Meridiankreis aus Messing mit Gradeinteilung befestigt, auf dem die Kugel ruht.
Die Oberfläche ist insgesamt sehr gut erhalten und gut lesbar. Eine lange, reparierte Schadstelle beginnt in Norwegen, zieht sich über Deutschland durch das Mittelmeer nach Ostmarokko, durchquert Westafrika, geht südwestwärts über den Südatlantik bis in die Gegend von Rio de Janeiro und macht dort einen Bogen nach Osten. Die Grundfarbe des Globus ist graugrün. Klare schwarze Umrisslinien trennen das Meer vom Land, wobei das Festland heller erscheint. Gebirge sind rot eingezeichnet, Flüsse und Seen blau. Das Meer und größere Seen haben Wellenlinien.